# Äser

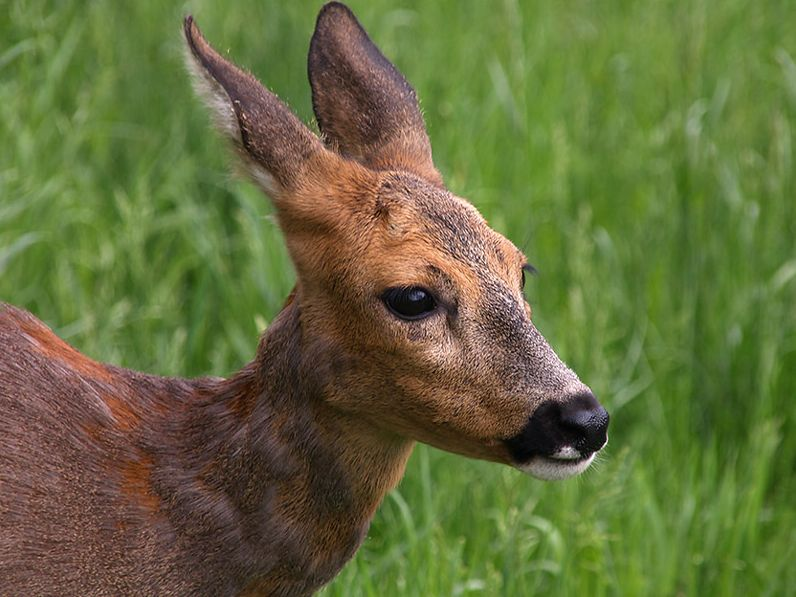
Äser eines Rehs

Der Äser ist in der Waidmannssprache der Begriff für das Maul des Haarwildes außer Schwarz- und Raubwild. Mit dem Äser wird Nahrung, bzw. Äsung aufgenommen. Die Bezeichnung für Maul bei Schwarzwild heißt Gebrech, beim Raubwild wird Fang verwendet.

## Zähne
Anhand der Zähne wird von Jägern  bei erlegtem Wild die Altersschätzung vorgenommen. Neben der traditionellen Beobachtung des Zahnabschliffs, insbesondere der Backenzähne bei den Wiederkäuern, gibt es noch eine weitere Methode zur Altersbestimmung, die sogenannte Mediansagittalabschliffmethode. Durch sie werden die Jahresringe freigelegt.

## Verwechslungsgefahr
Äser ist nicht mit Aser zu verwechseln.